# Actinotexis mirabilis
Actinotexis mirabilis är en svampart som beskrevs av Arx 1960. Actinotexis mirabilis ingår i släktet Actinotexis, divisionen sporsäcksvampar och riket svampar.   Inga underarter finns listade i Catalogue of Life.